# Jeageljohka
Jeageljohka is een rivier annex beek, die stroomt in de Zweedse  gemeente Kiruna. De rivier ontstaat op de hellingen van de berg Jeageloaivi als een aantal bergbeken samenvloeit. Ze stroomt naar het noordoosten en belandt na zes kilometer in de Könkämärivier.
Op bijna dezelfde plaats ontspringt ook de Fiellarrivier.
Op sommige kaarten wordt de rivier aangeduid met Jäkälärivier, maar dat is een andere rivier; het probleem is de verzweedsing van de Saaminaam.
Afwatering: Jeageljohka → Könkämärivier →  Muonio → Torne → Botnische Golf